# 红旗街道 (牙克石市)
红旗街道，是中华人民共和国内蒙古自治区呼伦贝尔市牙克石市下辖的一个乡镇级行政单位。

## 行政区划
红旗街道下辖以下地区：
红旗社区、红新社区和红升社区。